# Dancing in the Rain
A Dancing in the Rain (magyarul: Tánc az esőben) Ruth Lorenzo spanyol énekesnő dala félig spanyol, félig angol nyelven, amellyel hazáját képviselte a 2014-es Eurovíziós Dalfesztiválon.
A dal a 2014. február 22-én rendezett 5 fős spanyol nemzeti döntőben nyerte el az indulás jogát, ahol a zsűri és a nézői szavazatok együttesen alakították ki a végeredményt.
Az Eurovíziós Dalfesztiválon a dalt a május 10-én rendezendő döntőben, fellépési sorrendben tizenkilencedikként adták elő a finn Softengine zenekar Something Better című dala után, és a svájci Sebalter Hunter of Stars című dala előtt. A szavazás során 74 pontot szerzett, Albániától a maximális 12 pontot begyűjtve, ez a 10. helyet jelentette a huszonhat fős mezőnyben.

## A kislemez dalai és formátuma
- Digitális letöltés

1. Dancing in the Rain – 2:59

## Slágerlistás helyezések
| Ország        | Helyezés |
| ------------- | -------- |
| Spanyolország | 7        |

## Megjelenések
| Ország             | Dátum             | Formátum           | Kiadó        |
| ------------------ | ----------------- | ------------------ | ------------ |
| Ausztrália         | 2014. február 18. | digitális letöltés | Roster Music |
| Egyesült Királyság | 2014. február 18. | digitális letöltés | Roster Music |
| Spanyolország      | 2014. február 18. | digitális letöltés | Roster Music |

## Lásd még
- Ruth Lorenzo
- 2014-es Eurovíziós Dalfesztivál